# Všelibice
Všelibice (en allemand : Schellwitz) est une commune du district et de la région de Liberec, en République tchèque. Sa population s'élevait à 601 habitants en 2021.

## Géographie
Všelibice se trouve à 4 km au sud-ouest de Český Dub, à 16 km au sud-ouest de Liberec et à 74 km au nord-est de Prague.
La commune est limitée par Český Dub au nord et à l'est, par Kobyly au sud-est, par Chocnějovice au sud et par Strážiště, Hlavice et Cetenov à l'ouest.

## Histoire
La première mention écrite du village date de 1419

## Administration
La commune se compose de treize sections :
- Benešovice
- Březová
- Budíkov
- Chlístov
- Lísky
- Malčice
- Nantiškov
- Nesvačily
- Podjestřábí
- Přibyslavice
- Roveň
- Vrtky
- Všelibice

## Transports
Par la route, Všelibice se trouve à 5 km du centre de Český Dub, à 26 km de Liberec et à 95 km de Prague.